# Agostino da Medole
Agostino da Medole (Medole, ... – XVI secolo) è stato un religioso e letterato italiano.

## Biografia
Nato nel territorio di Medole, seguì la vita religiosa entrando nell'ordine dei Gesuiti. La sua notorietà deriva da un suo trattato sulla Predestinazione, applicato negli studi teologici.

## Opere
- Introduzione della Predestinazione, cogli ordinati mezzi di conseguirla, Brescia, 1572;[3]
- Intorno allo Stato, all'Origine, ed all'Ordine de' Frati Gesuiti, Brescia;[4]
- Pietosa Margherita dell'esposizione dell'Epistole di tutte le domeniche dell'anno, Brescia, 1602.[5]